# Model (Manhwa)
Model (em coreano: 모델), é um Manhwa publicado originalmente pela Daiwon C.I. e no brasil pela Conrad. Foi escrito pelo escritor sul-coreano Lee So-Young, com data de publicação no Brasil com inicio em Setembro de 2009 e termino em Novembro de 2009.

## Sinopse
Ji-ye é uma garota coreana que decidiu ir à Europa para estudar arte. Sua rotina tediosa acaba quando uma amiga pede que ela abrigue um bonito e atípico jovem chamado Muriel, após tê-lo embebedado em um bar. Dormindo sob o mesmo teto com um completo estranho, Ji-ye sonha que ele entra em seu quarto e a morde no pescoço. Mas teria sido apenas um sonho?